# 205 Martha
Martha /ˈmɑːrθə/ (định danh hành tinh vi hình: 205 Martha) là một tiểu hành tinh lớn và tối, ở vành đai chính. Nó có thành phần cấu tạo là cacbonat nguyên thủy. Ngày 13 tháng 10 năm 1879, nhà thiên văn học người Áo Johann Palisa phát hiện tiểu hành tinh Penelope khi ông thực hiện quan sát ở Pola và đặt tên nó theo tên Martha, một phụ nữ trong Tân Ước.